# Нальчик (аэропорт)
Международный аэропорт Нальчик — международный аэропорт федерального значения в городе Нальчик, столице республики Кабардино-Балкария. Расположен на северо-восточной окраине города.
Является аэродромом совместного базирования, помимо гражданской авиации используется военной авиацией и авиацией МВД РФ.

## История
Аэропорт Нальчик был организован в 1945 г. на базе аэродрома Осоавиахима. Земельный участок площадью 140 га, небольшое помещение складского типа и сарайчик — с такой базы начинался аэропорт Нальчик.
В 1975 г. начинается строительство ИВПП. Тогда же из аэропорта Нальчик выполнялись рейсы на Ростов, Воронеж, Москву, Грозный на самолётах Ан-24 и Як-40.
В октябре 1976 г. командиром Нальчикского ОАО был назначен В. Соловей. В I квартале 1977 г. завершились работы по удлинению ИВПП для приема самолётов Ту-124, Ту-134, Ил-18, Ан-12, Як-42, и в связи с ремонтом ВПП аэропорта Минеральные Воды часть рейсов оттуда была переведена в аэропорт Нальчик. В 1978 г. из аэропорта Нальчик было отправлено 137 тысяч пассажиров.
В 1991 г. аэропорт Нальчик имел регулярные маршруты в города: Москву, Одессу, Львов, Ростов-на-Дону, Волгоград, Астрахань, Воронеж, Мары, Тбилиси, Саратов, Горький, Донецк, Липецк, Тамбов, Ашхабад, Актюбинск, Кустанай, Краснодар, Симферополь, Гурьев, Шевченко, Куйбышев, Элисту, Балаково, Небит-Даг, Киев, Харьков.
В 1992 г. в связи с экономическими преобразованиями в стране и их негативными последствиями практически прекратились полёты на самолётах Ан-24, Як-40 по перевозке пассажиров, стал резко сокращаться и учитывая эти обстоятельства и положения, выдвинутые в постановлении Совета Министров РФ в развитии Кабардино-Балкарии как курорта всероссийского значения, в одном из пунктов которого говорилось о выделении трех самолётов Як-42 для аэропорта Нальчик, командир ОАО Метов Х. Т. принял решение о переподготовке семи экипажей на самолёт Як-42 в СК УТЦ. Параллельно прошел переподготовку ИТС, началось оснащение и наземной технической базы для эксплуатации самолётов Як-42.
В июне 2002 г. был образован ФГУП «Эльбрус-Авиа».
По состоянию на 01.01.2008 г. ФГУП «Эльбрус-Авиа» располагало воздушными судами:
- самолёты Як-42 — 3 ед. (2 — собственные, 1 — в лизинг);
- самолёты Як-40 — 3 ед. (собственные);
- вертолёты Ми-8Т — 3 ед. (собственные);
- вертолёты Ми-8 МТВ-1 — 2 ед. (собственные);
- вертолёты Ми-2 — 22 ед. (собственные).

14 мая 2013 года Федеральное Государственное унитарное предприятие «Эльбрус-Авиа» прекратило свою хозяйственную деятельность.
С 15 мая 2013 года главным оператором Международного аэропорта Нальчик является ООО «Аэрокомплекс».
Авиапредприятие имеет действующий сертификат № 056 А-М на аэродром Нальчик (выдан Межгосударственным авиационным комитетом), удостоверяющий, что аэродром соответствует сертификационным требованиям и пригоден для международных полётов.
Сегодня Международный аэропорт Нальчик принимает и обслуживает самолёты Як-40, Як-42, Ан-24, Ан-26, Ан-12, Ил-18, Ту-134, CRJ 100—200, B 737-300, B 737-400, B 737-500, B 737-700, B 737-800, B 737-900, B 757-200, А-319, А-320, A-321, SSJ-100 и вертолёты всех типов.

## Общие сведения и инфраструктура
Пропускная способность аэропорта:
- на внутренних воздушных линиях — 200 пассажиров в час, 30 тонн груза в сутки;
- на международных линиях — 60 пассажиров в час.
- Услугами международного аэропорта Нальчик в 2017 году воспользовались 236 865 пассажиров.
- Аэровокзал располагает VIP-залом.

Гражданский аэродром Нальчик совместного базирования с Минобороны и МВД класса «Г», имеет Свидетельство № 14-122 о государственной регистрации и годности аэродрома к эксплуатации, срок действия Свидетельства по 15.07.2017 и Сертификат МАК о пригодности для международных полётов № 056 А-М, срок действия Сертификата до 31.03.2020, категория уровня требуемой пожарной защиты (УТПЗ): 7 (седьмая).
- Авиапредприятие имеет действующий комплексный сертификат соответствия на аэропортовую деятельность в аэропорту Нальчик № ФАВТ А.02053 со сроком действия до 14 декабря 2013 г., выданный Федеральным агентства воздушного транспорта, а также сертификаты соответствия на следующие виды аэропортовой деятельности в аэропорту Нальчик.
- На территории аэропорта находится Нальчикская региональная спасательная база (РПСБ) — филиал ФКУ «Южный авиационный поисково-спасательный центр», которая осуществляет круглосуточное дежурство вместе с дежурным вертолётом для выполнения поисковых и аварийно-спасательных работ в зоне ответственности радиусом 300 км.
- В аэропорт можно проехать автобусом или маршрутным такси номер 17. Из населённых пунктов КБР в г. Нальчик ходят пригородные автобусы. На привокзальной площади имеются ресторан «Оазис», кафе «Аэро», гостиница. На территории авиапредприятия имеется здравпункт.
- Географическое расположение аэропорта Нальчик вблизи государственной границы Российской Федерации позволяет выполнять международные коммерческие воздушные перевозки на допущенных к приему ВС без промежуточных посадок в следующие регионы: СНГ, Ближний Восток, Европу, Африку.

## Принимаемые типыВС
- Ан-12, Ан-24, Ан-72, Ан-74, Ту-134, Як-40, Як-42, Ан-148, Sukhoi Superjet 100, Embraer E-Jet, Boeing 737 (-300-400-500-600-700-800-900), Boeing 757, Airbus A319, Airbus A320, Airbus A321, Bombardier CRJ 100/200 и более лёгкие, вертолёты всех типов. Классификационное число ВПП (PCN) 47/F/C/X/Т.
- Светосигнальное оборудование аэродрома — фирмы «ELTODO» с огнями малой интенсивности и системой визуальной индикации глиссады PAPI.
- Аэродром оборудован радиотехническими средствами: радиомаячная система СП-80Н; аэродромный обзорный радиолокатор АОРЛ-85К, совмещённый с АРП «Платан»; оборудование системы посадки — радиомаяк АРМ-150МА и маркерный радиомаяк МРМ-97.
- Имеется одна ВПП 06/24, взлёт и посадка производятся в одну сторону (противоположную городу).
- Магнитный курс посадки — 237, взлёта — 57. На перроне имеется 15 мест стоянки, часть которых электрифицированы.

## Пункты назначения
По состоянию на осенне-зимний период 2021—2022 гг. (с 31.10.2021 по 26.03.2022)
| Авиакомпания      | Пункт назначения         | Частота выполнения                         | Номер рейса           | Тип воздушного судна |
| ----------------- | ------------------------ | ------------------------------------------ | --------------------- | -------------------- |
| Россия            | Санкт-Петербург Пулково  | Ежедневно                                  | FV/SU-6109 FV/SU-6110 | Airbus A319          |
| Победа            | Москва Внуково           | Ежедневно                                  | DP-193 DP-194         | Boeing 737-800       |
| Якутия            | Москва Внуково           | Понедельник, вторник, четверг, воскресенье | R3-785 R3-786         | Boeing 737-700       |
| Nordwind Airlines | Стамбул Аэропорт Стамбул | Понедельник, пятница                       | N4-575 N4-576         | Boeing 737-800       |
| Победа            | Москва Шереметьево       | Ежедневно                                  | DP-6901 DP-6902       | Boeing 737-800       |

## Пассажиропоток
| год             | 2014   | 2015   | 2016   | 2017   | 2018   | 2019  | 2020  |
| тыс. пассажиров | 83,75  | 105,5  | 194,1  | 236,9  | 135,0  | 118,4 | 171,3 |
| изменение       | ▼ 17 % | ▲ 26 % | ▲ 84 % | ▲ 22 % | ▼ 42 % | ▼%    | ▲40%  |
| Источники:      |        |        |        |        |        |       |       |

## Авиакатастрофы
24 февраля 1994 года при заходе на посадку в аэропорт разбился самолёт Ан-12БП Пулковских авиалиний с грузом монет, отчеканенных на Санкт-Петербургском монетном дворе. Погибли все 13 человек, находящиеся на борту.

## Соседние (запасные) аэропорты
| Аэропорт         | Статус        | Расстояние по прямой | Расстояние по дороге |
| ---------------- | ------------- | -------------------- | -------------------- |
| Владикавказ      | Международный | 86 км                | 99 км                |
| Минеральные Воды | Международный | 91 км                | 104 км               |
| Магас            | Гражданский   | 114 км               | 143 км               |
| Грозный          | Международный | 171 км               | 213 км               |
| Ставрополь       | Международный | 216 км               | 287 км               |
| Махачкала        | Международный | 336 км               | 390 км               |